# جوني دونكان (ممثل)
جوني دونكان (بالإنجليزية: Johnny Duncan)‏ هو ممثل أمريكي، ولد في 7 ديسمبر 1923 بنيويورك في الولايات المتحدة، وتوفي في 8 فبراير 2016 في الولايات المتحدة.

## أعمال

### أفلام
- (1960) سبارتاكوس[6][7]

## وصلات خارجية
- جوني دونكان على موقع IMDb (الإنجليزية)
- جوني دونكان على موقع قاعدة بيانات الفيلم (الإنجليزية)